# بوبکر سانه
بوبکر سانه (انگلیسی: Bubacarr Sanneh؛ زادهٔ ۱۴ نوامبر ۱۹۹۴) بازیکن فوتبال اهل گامبیا است.
از باشگاه‌هایی که در آن بازی کرده است می‌توان به باشگاه فوتبال سوندریوسکه، باشگاه فوتبال اندرلشت، باشگاه ورزشی هورسنس، باشگاه ورزشی آرهوس، باشگاه فوتبال اوستنده، باشگاه ورزشی گوزتپه، و باشگاه فوتبال میتیلند اشاره کرد.
وی همچنین در تیم ملی فوتبال گامبیا بازی کرده است.